# Thorbjørn Egner
Thorbjørn Egner, född 12 december 1912 i Kristiania (1925 omdöpt till Oslo), död 24 december 1990 i Oslo, var en norsk barnboksförfattare och grafiker. Egner är mest känd för barnböckerna Klas Klättermus, Karius och Baktus och Folk och rövare i Kamomilla stad.

## Karriär
Egner föddes i Oslo och var bosatt i staden hela sitt liv fram till sin död 1990. Före andra världskriget utbildade sig Egner till illustratör vid Statens kunst- og håndverkskole i Oslo. Han var sedan verksam som reklamtecknare och dekoratör. Efter kriget flyttade Egner till Danmark för konststudier. Han utvecklade även intresse för teater, något som ledde honom över till NRK radio 1946 där han verkade som programledare och producent i barnradion.
Själv ansåg Egner att hans viktigaste verk var Thorbjørn Egners lesebøker, en serie läseböcker för den norska grundskolan som utkom i 16 delar mellan 1950 och 1972.

## Priser och utmärkelser
- Kultur- och kyrkodepartementets priser för barn- och ungdomslitteratur 1953 för Klatremus og de andre dyrene i Hakkebakkeskogen
- Kultur- och kyrkodepartementets priser för barn- och ungdomslitteratur 1955 för Folk og røvere i Kardemomme by
- Kultur- och kyrkodepartementets priser för barn- och ungdomslitteratur 1976 för I Billedbokland
- Cappelenpriset 1979

### Fotnoter
1. ↑  CONOR.Sl, CONOR.SI-ID: 44297059.[källa från Wikidata]
2. ↑  ПроДетЛит, 17 september 2019.[källa från Wikidata]
3. ↑  ”Thorbjørn Egner” (på norska). Store norske leksikon. https://snl.no/Thorbj%C3%B8rn_Egner. Läst 28 september 2017.